# Music Machine
Music Machine war eine österreichische Rockband, die 1969 in Fürstenfeld gegründet wurde. Obwohl die Gruppe während ihres etwa dreijährigen Bestehens keine Tonträger veröffentlichte, erspielte sie sich eine treue Anhängerschaft  und gehörte neben Bands wie Magic 69 zu den bedeutendsten Szeneerscheinungen der Steiermark.

## Geschichte

### Etablierung (1966–1970)
1966 entwickelte sich aus der Fürstenfelder Gruppe FBI Man die Band The Dirtles. Mitglieder waren Sänger und Gitarrist Alfred „Fredl“ Lang, Schlagzeuger und Sänger Fritz „Goochie“ Bukowski, Bassist Erich Reinberger und Gitarrist und Sänger Helmut „Schiffkowitz“ Röhrling. Aufgrund seiner Allüren wurde Lang 1969 durch Josef „Pepsch“ Jandrisits ersetzt und die Band benannte sich in Music Machine um.
Jandrisits übernahm die Rolle des Leadgitarristen, während Röhrling als Rhythmusgitarrist auftrat. Den Leadgesang teilten sich Bukowski und Röhrling, Jandrisits und Reinberger agierten im Hintergrund ebenfalls als Sänger. Reinberger musste die Gruppe aus beruflichen Gründen bald verlassen und wurde durch Petrus Wippel ersetzt. Die Band trat mit Coverversionen bekannter Pop- und Rocksongs – aufgrund „höherer Finanzgewalten“ musste auch „allgemein gängige Musik“ ins Programm aufgenommen werden – vor allem in der Steiermark und im Burgenland auf und erspielte sich einen Kreis von einigen 100 regelmäßigen Konzertbesuchern. Zu Weihnachten und Silvester gab sie Gastspiele in der Schweiz. In einer Zeitungskolumne wurden Music Machine wie folgt beschrieben:

„Zusammengewürfelt aus allen Teilen der Steiermark, auch aus Graz, vereinen sich hier vier Musiker in einer progressiv-melodiösen Maschine (...) Sie haben eines gemeinsam: das Bestreben, aus dem klischierten Pop-Schema auszubrechen und eigenen Ideen nachzujagen.“

### Kurzzeitige Erweiterung und Trio (1970–1972)
1970 stieß der Medizinstudent Michael Millner als Pianist dazu und die Gruppe versuchte bald darauf, ihr Repertoire um selbst geschriebene Nummern zu erweitern. Ein altes Bauernhaus bei Fürstenfeld diente zwischenzeitlich als kreativer Rückzugsort. Zunehmend entstanden musikalische Differenzen zwischen den Mitgliedern: Während Bukowski, Jandrisits und Wippel lange Instrumental-Improvisationen bevorzugten, fühlten sich Millner und Röhrling dem mehrstimmigen Gesang von Gruppen wie Crosby, Stills & Nash verbunden. Schließlich verließen die beiden „musikalischen Schöngeister“ Millner und Röhrling sowie die für kurze Zeit hinzugekommene Sängerin Ulli Podrepsek die Band. Das verbliebene Trio trat daraufhin vermehrt mit Liedern von Cream, Jimi Hendrix oder Taste auf. Einem Sieg beim steirischen Bandwettbewerb folgten einige aufsehenerregende Konzerte, unter anderem auf dem legendären Musikfestival Popendorf 71 und mit dem Free-Jazz-Posaunisten Eje Thelin. Anlässlich eines Auftritts am Grazer Kunstmarkt schrieb die Kleine Zeitung von „ohrenbetäubender Beat-Musik“, über die ältere Semester den Kopf schütteln würden.
1972 löste sich die zur Kultband avancierte Music Machine auf und die einzelnen Mitglieder verteilten sich auf andere Gruppen. Während Bukowski zu Magic 69 wechselte, gründeten Jandrisits und Wippel gemeinsam mit Gert Steinbäcker (Mephisto), Franz Posch und Peter Szammer (beide Magic 69) die steirische Supergroup Mashuun.

## Diskografie
Songs
- 2010: Flies (Live-Aufnahme im Kulturhaus Feldbach 1970)*

* Die Band veröffentlichte nie einen Tonträger, der Titel Flies erschien 2010 auf der Kompilation Rockmusik in der Steiermark bis 1975.